# Manuel Pellegrini
Manuel Luis Pellegrini Ripamonti (n. 16 septembrie 1953, Santiago de Chile, Chile) este un fotbalist chilian retras din activitate, care a jucat pe post de fundaș central la U de Chile. Pe plan internațional, are prezențe la națională pentru Chile. După încheierea carierei, a devenit antrenor, și antrenează în prezent pe Real Betis Balompié.

## Cariera
Ca fotbalist, a jucat toată cariera sa pentru clubul Universidad de Chile, 451 de meciuri, în care a marcat un singur gol.

## Cariera de antrenor
Ca antrenor, a antrenat mai ales echipe din Argentina și Chile. Echipa San Lorenzo a câștigat primul titlu internațional cu  Pellegrini pe bancă.

### LDU Quito
Pellegrini a antrenat clubul LDU Quito din Ecuador, cu care a câștigat titlul național în 1999. A avut o prestație bună în Copa Libertadores cu LDU Quito, care l-a adus în atenția marilor cluburi ale Americii.